# Keita Takahashi
Keita Takahashi (高橋 慶太?, Takahashi Keita; Kitakyūshū, 1975) è un autore di videogiochi giapponese.
È noto per i videogiochi Katamari Damacy, We Love Katamari e Nobi Nobi Boy. Dopo aver lavorato presso Namco Bandai, ha collaborato con la software house indipendente Funomena per il gioco Wattam e fondato Uvula insieme alla compagna Asuka Sakai. Nel 2023 annuncia to a T, distribuito da Annapurna Interactive per Xbox Series X e Series S, Xbox One e Microsoft Windows.